# Coll de Dama de Ciutat
Coll de Dama de Ciutat es un cultivar de higuera de higo común Ficus carica unífera, de higos color verde morado, piel gruesa, y pericarpio con un entramado de grietas que asemeja una telaraña. Se cultiva principalmente en Mallorca, Islas Baleares
,.

## Sinonimia
- „Cuello de Dama de Ciudad“,
- „Coll de Dama Tardana“ en Sinéu,
- „Hivernenca“,,[5][6]

## Características
La higuera Coll de Dama de Ciutat es una variedad de higo común unífera, es decir produce solamente higos. Su piel es gruesa de un color verde morado y pericarpio con un entramado de grietas que asemeja una telaraña,.
Los higos tienen forma piriforme. También se puede apreciar la jugosidad melosa de la pulpa roja intensa, con pocos aquenios pero gruesos. Los higos maduran de 26 de septiembre a 4 de noviembre.
Los higos presentan son aptos para consumo en fresco, poca facilidad de abscisión del pedúnculo, y mucha facilidad al pelado, resistentes a las lluvias, al transporte, resistencia de apertura del ostiolo y al agriado.